# Sigma-Orionis-Haufen
Sigma-Orionis-Haufen ist eine Ansammlung von Sternen im Sternbild Orion. Die Entdeckung ist darauf zurückzuführen, dass Garrison 1967 15 B-Typ-Sterne dem Haufen zuordnete. Weiter wurde der Haufen von Lyngå 1981 erforscht und ab 1994 ist der Sigma-Orionis-Haufen ein regelmäßiges Forschungsobjekt. Benannt ist der Haufen nach dem Sternensystem Sigma Orionis, welches auch eines der Mitglieder ist.